# هشت کتاب (عهد عتیق)

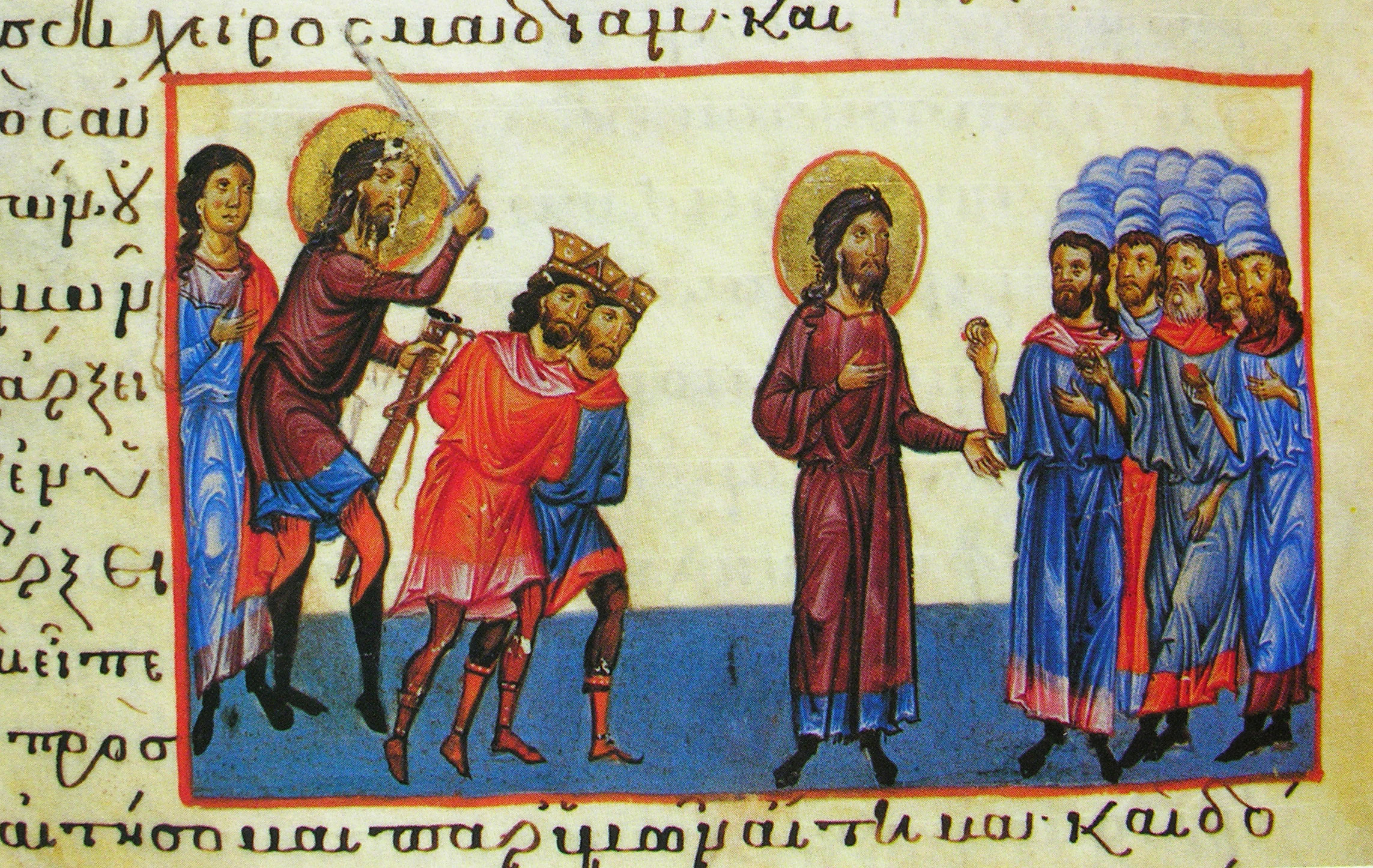
جدعون زباح و زلمونا، حاکمان مدیان را می کشد. بیزانس؛ قرن سیزدهم.مکان: یونان. آتوس صومعه واتوپدی

هشت کتاب Octateuch (‎/ˈɒktətjuːk/‎، از یونانی باستان: ἡ ὀκτάτευχος he oktateuchos ""eight-part book"") به معنی اخص هشت کتاب اول کتاب مقدس است که شامل پنج کتاب مقدس، به علاوه کتاب یوشع، کتاب قضات (داوران) و کتاب روت است.
این متون ترتیب استفاده شده در انجیل‌های سنتی مسیحی را ارائه می‌دهند. این ترتیب کاملاً متفاوت از Masoretic Text کتاب مقدس یهودی است.

## یادداشت
1. ↑  "Ruth, book of", Jewish Encyclopedia.